# Jackson, South Carolina
Jackson är en ort i Aiken County i delstaten South Carolina, USA.